# Oleh Lužnyj
Oleh Romanovyč Lužnyj (in ucraino Олег Романович Лужний?; in russo Олег Романович Лужный?, Oleg Romanovič Lužnij; Leopoli, 5 agosto 1968) è un allenatore di calcio ed ex calciatore ucraino, di ruolo difensore.

## Carriera

### Giocatore
Debutta nel grande calcio con la Torpedo Luc'k nel 1985, dove rimane fino al 1988 prima di approdare nel Karpaty L'viv nell'ultima parte della stagione 1987-1988. Nel 1989 viene acquistato dalla Dinamo Kiev con cui vince un campionato sovietico e una Coppa dell'Unione Sovietica. Dopo la dissoluzione dell'Unione Sovietica, sempre con la Dinamo Kiev vince sette campionati d'Ucraina consecutivi e quattro Coppe d'Ucraina.
Nel 1989 debutta all'età di 20 anni con la Nazionale sovietica, con cui disputa 8 gare, venendo costretto a saltare i Mondiali di Italia '90 a causa di un infortunio. Dopo la dissoluzione dell'Unione Sovietica è entrato nella Nazionale ucraina con cui ha giocato 52 partite (di cui 39 da capitano) tra il 1992 e il 2003.

Lužnyj (in secondo piano) con la Nazionale ucraina nel 1995, alle prese con l'italiano Del Piero.

Nell'estate del 1999 sbarca in Inghilterra, all'Arsenal, dopo aver impressionato Arsène Wenger durante la UEFA Champions League 1998-1999. Dopo un inizio balbettante, diviene nel corso dei mesi un'importante pedina nello scacchiere difensivo della squadra di Londra come terzino destro e raramente come difensore centrale indossando anche in un'occasione la fascia da capitano, ottenendo la vittoria (a cui vanno sommati tre secondi posti) di una Premier League, di due Community Shield e di due FA Cup oltre al raggiungimento della finale della Coppa UEFA 1999-2000 persa contro il Galatasaray in quattro stagioni. Dopo 110 partite giocate in tutte le competizioni, senza reti, lascia il club.
Nell'estate del 2003 passa al neopromosso Wolverhampton Wanderers dove rimane per una sola stagione che culminerà con la retrocessione del club. Nel 2004 passa nella veste di giocatore-allenatore, alla formazione lettone dell'FK Venta Kuldīga, dove rimane per pochi mesi, prima di ritirarsi dal calcio giocato.

### Allenatore
Dopo una breve esperienza nella veste di giocatore-allenatore con la formazione lettone dell'FK Venta Kuldīga, nel giugno del 2006 diventa il vice allenatore della Dinamo Kiev con cui rimane fino al 2012 occupando anche il ruolo di allenatore ad interim in due occasioni prima di andare a allenare il Tavriya Simferopol.

## Palmarès

### Giocatore

#### Club
- Campionato sovietico: 1

Dinamo Kiev: 1990
- Coppa dell'URSS: 1

Dinamo Kiev: 1989-1990
- Campionato ucraino: 7

Dinamo Kiev: 1992-1993, 1993-1994, 1994-1995, 1995-1996, 1996-1997, 1997-1998, 1998-1999
- Coppa d'Ucraina: 4

Dinamo Kiev: 1992-1993, 1995-1996, 1997-1998, 1998-1999
- Charity/Community Shield: 1

Arsenal: 1999, 2002
- Campionato inglese: 1

Arsenal: 2001-2002
- Coppa d'Inghilterra: 2

Arsenal: 2001-2002, 2002-2003

#### Nazionale
- Campionato d'Europa Under-21: 1

URSS: 1990